# كاترينا رايت
كاترينا رايت (بالإنجليزية: Katrina Wright)‏ هي لاعبة بولينغ أسترالية، ولدت في 13 فبراير 1981.